# Dürrbrunn
Dürrbrunn ist ein Gemeindeteil der Gemeinde Unterleinleiter im Landkreis Forchheim (Oberfranken, Bayern).

## Lage
Das Dorf liegt in der Fränkischen Schweiz an der Kreisstraße FO 9, knapp 3 km nordwestlich von Unterleinleiter und 14 km von Forchheim entfernt. Am westlichen Ortsrand entspringt der Dürrbach, ein Zufluss der Leinleiter.

## Geschichte
Die früheste schriftliche Erwähnung datiert aus dem Jahr 1334 als das Gut „Tuerbrunn“ an St. Theodor in Bamberg verkauft wurde.
Um 1400 traten die Herren von Aufseß als Grundherrn auf. Bis zur Eingliederung in das Königreich Bayern 1802 befand sich das Dorf unter der Verwaltung des Amts Ebermannstadt innerhalb des Hochstifts Bamberg.
Der Ortsname Dürrbrunn weist auf die Wasserknappheit im Juragelände hin. Die Brunnen waren immer lebenswichtig, was viele Erwähnungen in den Chroniken belegen. Die Geuderquelle war die einzige brauchbare Wasserversorgung des Dorfes, bis 1932 die Wasserleitung gebaut wurde. Heute schüttet sie nur noch periodisch; ihr Brunnen ist immer noch der Mittelpunkt des Dorfes.
Dürrbrunn war mit den Gemeindeteilen Volkmannsreuth und Kolmhof eine Gemeinde im Landkreis Ebermannstadt. Am 1. April 1971 wurde sie durch die Gebietsreform in Bayern aufgelöst: Der Ort Dürrbrunn mit Kolmhof wurde nach Unterleinleiter eingegliedert, Volkmannsreuth kam zum Markt Heiligenstadt.
Eine Kapelle wurde erstmals 1867 erwähnt. Wann sie erbaut wurde, ist nicht bekannt. 1885/86 wurde sie erweitert und 1951 durch eine neue Kapelle an der Dorfstraße ersetzt.
In die Denkmalliste für Dürrbrunn ist das ehemalige Schulhaus von 1925 mit seinem Nebengebäude eingetragen.

## Legende der „Erfrorenen  Kinder von Dürrbrunn“
Südlich der Ortschaft befindet sich in Richtung des Eggolsheimer Ortsteils Drügendorf das 1993 errichtete Denkmal für die 6 „erfrorenen Kinder von Dürrbrunn“, die an dieser Stelle auf ihrem Schulweg in einem Schneesturm zu Tode gekommen sein sollen. Das Jahr wird nicht genannt. Der Kreisarchivpfleger Georg Knörlein hat recherchiert, dass dieses Ereignis nicht stattfand. Es sind am 20. Januar 1694 zwei Schwestern, aus der Nähe von Stuttgart stammend, in Tiefschnee geraten und eine der beiden, Anna Maria Grosmännin, ist an den Folgen verstorben. Ihre Bestattung ist im Matrikelbuch der Pfarrei Niedermirsberg der Jahre 1662–1744 auf Seite 167 unter „Beerdigungen“ mitsamt den Begleitumständen ihres Todes dokumentiert. 
Die allgemeine Schulpflicht wurde im Königreich Bayern erst ab 1802 eingeführt. Bis dahin gab es unter dem Hochstift Bamberg lediglich Gelehrtenschulen, auf die mit Sicherheit gleichzeitig keine 6 Dürrbrunner Dorfkinder gegangen sind. Die Kirchenbücher und Chroniken der Region weisen keine entsprechenden Todesfälle von Kindern nach, ein solches Ereignis wäre auch schon im 19. und erst Recht 20. Jahrhundert spektakulär gewesen.

## Dorfleben
Wichtige Vereine sind:
- Kapellenbauverein
- Freiwillige Feuerwehr
- Spielvereinigung Dürrbrunn-Unterleinleiter